# Melt-Banana
Melt-Banana er et japansk rockband, der blev dannet i 1992. Bandet har eksperimenteret med mange forskellige stilarter, lige fra hardcore punk, popmusik, electronica og støjrock.
Bandet har til dato udgivet ni studiealbum og har turneret verden over, heriblandt Danmark.

## Diskografi
- Speak Squeak Creak (1994)
- Cactuses Come in Flocks (1994)
- Scratch or Stitch (1995)
- Charlie (1998)
- Teeny Shiny (2000)
- Cell-Scape (2003)
- Bambi's Dilemma (2007)
- Fetch (2013)
- 3+5 (2024)